# Niels Bornholm
Niels Rasmussen Bornholm (1770 i Visborg – 1829 i Terndrup) var en dansk skipper, kaperskipper og godsejer.
Han var søn af Rasmus Bornholm (født o. 1727), som var gift 2. gang med Margrethe Erichsdatter. Han var forpagter af Sæbygård (Vendsyssel), ejer af herregården Gærumgård (ved Frederikshavn) og tillige forpagter af Terndrup Mølle i Lyngby Sogn. Blev bevilliget kaperbrev under Englandskrigen 1807-14 og deltog i denne som skipper tillige med 17 besætningsmedlemmer med skibet Syllas Tender, efter dette var blevet armeret og klargjort til kamp. I forbitrelse over englændernes overfald på København i 1807 og røveriet af den danske flåde henvendte han sig til admiralitetet og stillet sig til disposition med skib og besætning i den modstand mod englænderne i den såkaldte Lille Krig – bedre kendt som Kanonbådskrigen – som var indledt med regeringens velsignelse; ikke mindst for at skaffe penge til staten og udbedre fattigdommen blandt de berørte sømandsfamilier. Kaperiet blev legaliseret, og "Reglement for Kaperfarten og Prisernes lovlige Paadømmelse" blev vedtaget og trådte i kraft samme år 1807.
Han var gift med Karen Hjorth fra Als kro, Hindsted Herred.